# 大震災 (小惑星)
大震災 (31152 Daishinsai) は、小惑星帯にある小惑星の1つ。仮符号1997 UV21。別名東日本大震災。
1997年10月29日に大国富丸によって発見された。直径約10kmと推定され、小惑星帯をほぼ4年かけて公転している。発見時の位置は、おうし座のプレアデス星団の南側で、視等級で16.6等級であった。
名前は、2011年3月11日に発生した東北地方太平洋沖地震によって引き起こされた、東日本大震災に因んでいる。小惑星の名前は、アルファベット16文字以内である事が命名規則にあるので、「東日本」を抜かして「Daishinsai」で登録申請をし、承認された。
この小惑星は、2001年11月に小惑星番号が登録された。小惑星の命名権が消滅する2011年11月に、この小惑星の番号「31152」に偶然、地震の発生日である「311」が含まれている事に気づいたのが、この小惑星に東日本大震災にちなんだ名前をつけた由来となっている。名前は2012年4月10日に、国際天文学連合の小惑星センターに承認された。大国富丸が発見した小惑星の82個目の命名登録となった。
大国はこの小惑星について「震災の記憶は忌まわしいが、風化させてはいけない。一日も早い復興を願い、祈ることができるように名付けた。」、「震災で尊い命を落とした人たちの冥福を祈るとともに、3.11を忘れないように。」、「震災で犠牲になった全国の死者は約1万6000人。この小惑星でゆっくりしてもらい、星空から故郷を見守ってもらえたら。」と話している。